# Anat
Anat of Anath was een godin van de Kanaänieten en de Feniciërs, de zuster en soms ook gemalin van Baäl en ook de zus van Jammu en Motu (mythologie). Zij werd ook aanbeden door de Egyptenaren. De betekenis van het woord anath is voorziendheid of voorzichtigheid.

## Rol in mythologie
Anath had een gewelddadige reputatie ondanks haar naam. Zij was trouw en slagvaardig. Haar vader was El. Later zou zij in de Fenicische mythologie gelijkgesteld worden met Astarte. In de 14e eeuw v.Chr. kende haar cultus een hoogtepunt in Ugarit. Daar had zij als epitheta Meesteres van de Hemelen en Meesteres van het Koningschap.
Anat werd beschouwd als een maagd, maar met een stevig seksueel karakter. Er werd gezegd dat ze zich verenigde met Resjep en Baäl. Zij was dan ook godin van seksualiteit en vruchtbaarheid. Ze was ook de godin van de jacht.

### De Baälcyclus
In een mythe slachtte zij de vereerders van Baäl af en stopte pas met deze aanval toen Baäl haar beloofde dat hij haar het geheim van de bliksem zou onthullen. Later smeekte zij de oppergod El om een woning voor Baäl. Maar dat gebeurde pas nadat Astarte hem om hetzelfde had gevraagd. Nadat Baäl zijn nieuwe woonst betrokken had werd hij hoogmoedig. Hij schepte op en waande zich nu oppermachtig. Hij daagde zelfs Mot uit, de god van de dood, om met hem een duel aan te gaan. Maar het was Anat die ten slotte Mot vernietigde. Ze doodde, vertrappelde en verbrandde hem.
In een onderbreking van de Baälcyclus worden twee slachtpartijen door haar toedoen gemeld: 
- De bevolking van twee steden werd met een zeis omgebracht,
- Een leger soldaten dat door haar in haar paleis op een feestmaal werd uitgenodigd, werd vermoord.

Daarna zette ze bedaard tafels en stoelen weer recht, en zuiverde zich in Baäls regen en dauw. Toen vertelde hij haar van de kracht van zijn regen, het verband met seksualiteit: "Spreid de heerlijke vruchten van de aarde uit", "verbreid het huwelijk in het land, verspreid liefde over de aarde." "Rep je naar mij en ik vertel waarvan de bomen spreken en de sterren fluisteren, waarvan de hemel tot de aarde en de diepte tot de sterren prevelt. Ik ken het geheim van de bliksem, dat voor de mens verborgen blijft". Dit refereert aan de hiëros gamos.

### Aqhat
In een andere mythe is zij de grote tegenspeelster van de zoon van Danel, de held Aqhat.

## In Egypte
In de Egyptische mythologie werd Anat als oorlogsgodin geïmporteerd uit het Midden-Oosten en aan het pantheon toegevoegd. Doordat ze in Syrië werd vereerd als godin in een legende waarin ze haar vijand verpletterde, en zijn lichaam verbrandde werd ze al gauw een van de rijksgoden onder de Ramessiden. Er werd gezegd dat de godin de farao persoonlijk beschermde in de strijd. In Egypte werd zij meestal afgebeeld met een speer, een bijl en een schild, en met een grote kroon waarop twee struisvogelveren prijkten.
In Egypte werd Anat beschouwd als een dochter van de zonnegod Ra en vereenzelvigd met Hathor. Haar agressieve voorkomen werd gezien als een vereenzelviging met Seth en Sekhmet; voor haar seksuele karakter werd ze vereenzelvigd met Min.
Anat werd door het hele land vereerd, maar haar introductie begon in het Middenrijk waar ze meegenomen was met de Hyksos. Een van de koningen nam de naam aan: Anat-her. In de Ramessidenperiode was zij een belangrijke godin in de Delta. In de late tijd was er een speciaal plekje voor de godin ingeruimd in de tempel van Moet in Tanis.

## In de Hebreeuwse invloedssfeer
De antieke held Shamgar zoon van ‘Anat wordt in Rechters 3.31;5:6 vernoemd zodat deze als een soort halfgod of sterfelijke zoon van de godin kan worden gezien. Maar John Day (2000) merkt op dat een aantal Kanaänieten die uit niet-Bijbelse bronnen bekend zijn die titel droegen en vermoedt dat het een militaire onderscheiding betekende waarmee een strijder onder de bescherming van Anat werd aangeduid.
In Elephantine (huidige Aswan) in Egypte, maken Hebreeuwse huurlingen, ca. 410 v.Chr. gewag van een godin Anat-Jahu (Anat-Jahweh) die werd vereerd in de inmiddels vernietigde tempel van Jahweh die daar oorspronkelijk gebouwd was door joodse vluchtelingen na de Babylonische verovering van Juda.